# 세븐 파운즈
《세븐 파운즈》(영어: Seven Pounds)는 미국에서 제작된 가브리엘레 무치노 감독의 2008년 드라마 영화이다. 윌 스미스 등이 출연하였고, 스티브 티시 등이 제작에 참여하였다.

## 출연진
- 윌 스미스
- 마이클 일리
- 배리 페퍼
- 로자리오 도슨
- 옥타비아 스펜서
- 팀 켈러허
- 우디 해럴슨
- 엘피디아 카리요
- 주디앤 엘더
- 빌 스미트러비치
- 로빈 리
- 매디슨 페티스
- 스카일런 브룩스
- 기나 헥트
- 세라 제인 모리스
- 코너 크루즈
- 오드리 왜실루스키
- 소니아 에디
- 샬린 어모이아
- 데일 라울
- 스티브 톰

## 기타 제작진
- 공동 제작: 몰리 앨런
- 배역: 데니즈 채미언
- 미술: J. 마이클 리바
- 세트: 레슬리 A. 포프
- 의상: 섀런 데이비스